# Irina Gruschewaja
Irina Gruschewaja (russisch Ирина Грушевая, belarussisch Ірына Грушавая Iryna Hruschawaja; * 1. September 1948 in Simferopol) ist eine belarussische Bürgerrechtlerin. Gemeinsam mit ihrem Mann Henads Hruschawy gründete sie 1989 die Stiftung Den Kindern von Tschernobyl, deren Bildungs- und Begegnungswerk Internationale Assoziation für humanitäre Zusammenarbeit sie heute als Präsidentin leitet.

## Leben
Gruschewaja wurde 1948 in Simferopol (heutige Ukraine) geboren. Sie studierte Germanistik an der Pädagogischen Hochschule für Fremdsprachen Minsk, wo sie 1982 den Doktortitel erhielt und als Dozentin arbeitete. Im Jahr 1989 war sie Mitbegründerin des Bürgerkomitees Den Kindern von Tschernobyl, das im von der Katastrophe von Tschernobyl am stärksten betroffenen Belarus auf die Folgen des Unglücks aufmerksam machte und Genesungs- und Erholungsreisen für Kinder nach Deutschland und andere Staaten Westeuropas organisierte.
1997/98 verbrachte Gruschewaja im politischen Exil in Deutschland. Heute lebt und arbeitet sie erneut in Berlin.
Gruschewaja war mit dem belarussischen Philosophen und Oppositionspolitiker Henads Hruschawy verheiratet.

## Auszeichnungen
2008 wurde Gruschewaja für ihr Projekt Malinowka, eine Beratungsstelle gegen den internationalen Frauenhandel und gegen Gewalt an Frauen mit dem Shalom-Preis der Universität Eichstätt ausgezeichnet.
Für ihr Engagement im Rahmen der Stiftung Den Kindern von Tschernobyl erhielt Gruschewaja 2011 die Auszeichnung Preis Frauen Europas – Deutschland 2011, die vom Netzwerk Europäische Bewegung Deutschland verliehen wird.